# Agustín Navarro Costa
Agustín Navarro Costa es un dibujante de historietas y pintor español. 

## Biografía
Agustín Navarro se inició como dibujante de cómic en la editorial independiente Creo.
En 1968 se integró en el equipo Art Studium, dedicado a la producción de libros ilustrados infantiles y series para el mercado exterior.
Abandonó luego el medio para dedicarse a la pintura.

## Obra
Historietística
| Años | Título                 | Guionista         | Tipo                                             | Publicación                     |
| ---- | ---------------------- | ----------------- | ------------------------------------------------ | ------------------------------- |
| 1959 | Davi Roy               | Vicente Tortajada | Serial tras José Luis y junto a González Alacreu | Creo                            |
| 1980 | Los viajes de Gulliver | Pedro Quesada     | Monografía                                       | RM: Fantasía de Siempre, núm. 8 |

Pictórica